# Забава (Могилёвская область)
Заба́ва (бел. Забава) — посёлок в составе Горбовичского сельсовета Чаусского района Могилёвской области Республики Беларусь.

## Население
- 2010 год — 8 человек